# 19721 Рей
19721 Рей (19721 Wray) — астероїд головного поясу, відкритий 10 листопада 1999 року.
Тіссеранів параметр щодо Юпітера — 3,208.